# Y-tog

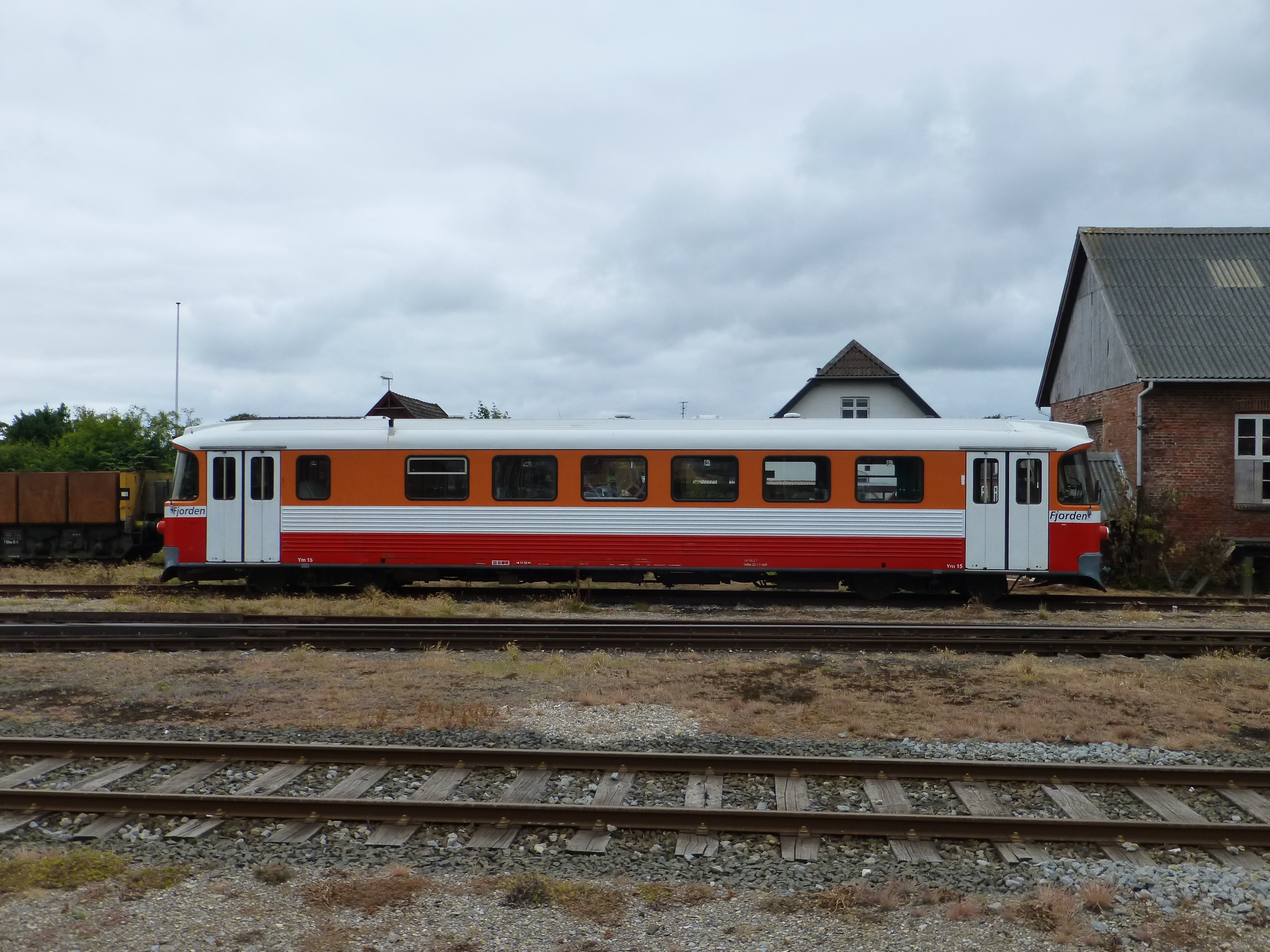
Einteiliger Y-tog der Lemvigbanen in Lemvig

Der Y-tog, bei den Dänischen Staatsbahnen (DSB) als Baureihe ML bezeichnet, ist ein dänischer Dieseltriebwagen oder Dieseltriebzug, der von 1965 bis 1984 gebaut wurde. Er wurde für den Regionalverkehr konzipiert und bei der Waggonfabrik Uerdingen mit Endausstattung bei Scandia hergestellt.
Der Name Y-tog entstammt der Tatsache, dass die Betriebsnummern der Fahrzeuge bei den ersten Kunden, den dänischen Privatbahnen, mit Y beginnen.
Umgangssprachlich wird der Y-tog auch Lynette (deutsch: Blitzchen) genannt. Diesen Namen bekamen diese Züge nach einem Preisausschreiben der Lollandsbane in Anlehnung an den Lyntog (deutsch: Blitzzug).

## Käufer

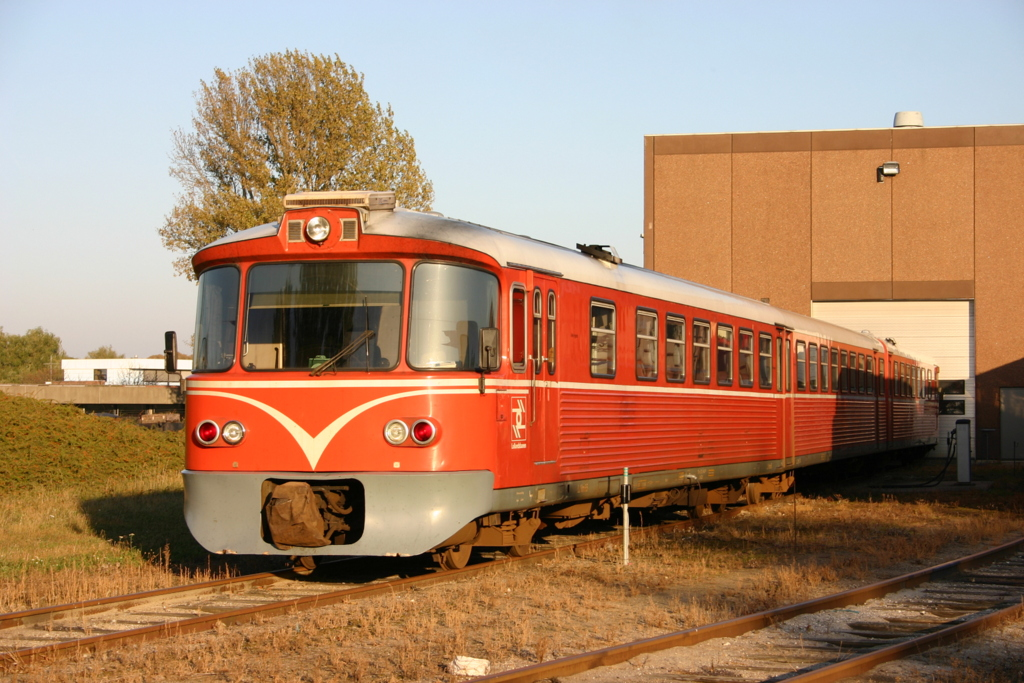
Lollandsbanen LJ Ym 65 in Nakskov

Die Käufer des Y-tog waren größtenteils Privatbahnen in Dänemark. Die Fahrzeuge gibt es in verschiedenen Zusammenstellungen, sowohl als Einwagenzug (Triebwagen mit beiderseitigen Führerständen) als auch mit Steuerwagen und ggf. Mittelwagen. Dabei werden die Fahrzeuge für den Privatbahnbereich als YM für den Motorwagen, YP für den Mittelwagen und YS für den Steuerwagen bezeichnet. Es wurden insgesamt 75 Triebwagen, 18 Mittelwagen und 55 Steuerwagen gebaut. Die Regelreihungen waren YM–YP–YS, YM–YS oder YM–YP–YP–YM, die Einwagenzüge YM gab es nur bei Hornbækbanen.
Die Garnituren sind heute noch bei der Lemvigbane im Regelbetrieb vorhanden. Bei Østbanen, Gribskovbanen, Hillerød–Frederiksværk–Hundested Jernbane und Varde–Nørre Nebel Jernbane wurden sie durch Lint 41 ersetzt. Bei Nærumbanen fahren nun RegioSprinter, bei Lollandsbanen IC2, bei Nordjyske Jernbaner Desiro-Triebzüge und bei Vestsjællands Lokalbaner Lint 41 und IC2.

### Odderbanen
Die Triebwagen der Odderbane wurden in den Jahren 1968–1984 geliefert und blieben bis 2012 im planmäßigen Einsatz. Die Motorwagen waren als Ym 31 – Ym 36 eingereiht, die Steuerwagen als Ys 41 – Ys 47.
Die Führerstände wurden – im Gegensatz zu den Fahrgastabteilen – nachträglich mit Klimaanlagen ausgestattet und für den schaffnerlosen Betrieb umgerüstet. Dies umfasste den Einbau einer Haltewunschanlage mit Druckknöpfen und Überwachungskameras an den Türen mit Monitoren auf den Führerständen. Die Falttüren sind nicht mit Lichtschranken ausgestattet. Nach der Ablösung der Lynette-Züge durch Desiros der DSB wurden die Fahrzeuge bei der Lemvigbane abgestellt. Sie waren im Juli 2013 noch vorhanden. Über die weitere Verwendung war noch nicht entschieden worden.

### DSB ML
Die DSB zogen dem Fahrzeug die Baureihe MR vor und bestellten nur eine kleine Anzahl von Zügen als Baureihe ML für ihre Strecke zwischen Hillerød und Helsingør (Lille Nord). Geliefert wurden sieben Motorwagen und fünf Mittelwagen.
Die Wagenkästen wurden aus Deutschland geliefert und bei Skandia in Randers fertigmontiert. Zwischen den Wagen war der Übergang möglich, die Kupplung untereinander erfolgte mit einer Zentralkupplung. Für die Zusammenstellung mit weiteren Garnituren war eine automatische Kupplung an den Führerstandsenden vorhanden. Die Motorwagen besaßen Mehrzweckräume, in denen acht Klappsitze angebracht waren und der für Gepäck, Fahrräder und Kinderwagen genutzt werden konnte. Die Heizung erfolgte mit einer Ölfeuerung. Sie besaßen eine Druckluftbremse und eine Schraubenbremse.
Sie wurden als ML 4901–4907 für die Motorwagen und FL 7901–7905 für die Mittelwagen nummeriert, wobei die Baureihe ML nach der Ausmusterung aller Triebwagen der 1929/30 gebauten Baureihe DSB ML erneut vergeben wurde. Sie verkehrten normalerweise in der Reihung ML–FL–FL–ML, seltener als ML–FL–ML.
Alle Einheiten wurden 1997/98 bei der HFHJ in Hundested überholt und erhielten dabei eine neue Inneneinrichtung und einen neuen Anstrich.
2007 wurden sie auf der seit 2001 durch Lokalbanen betriebenen Strecke durch Alstom Coradia Lint 41 ersetzt. Die Fahrzeuge wurden nach ihrer Ausmusterung am 1. Januar 2007 bis 2010 in Helsingør abgestellt und dann verschrottet. Die Triebwagengarnitur ML 4903 + FL 7905 + ML 4904 blieb zunächst als Museumsfahrzeug erhalten, wurden jedoch 2016 in der Centralværkstedet København ebenfalls verschrottet.

## Vorführzug
1968 baute die Waggonfabrik Uerdingen in der Hoffnung, auch Kunden außerhalb Dänemarks zu finden, auf eigene Rechnung einen zweiteiligen Vorführzug. Er wurde bei der Deutschen Bundesbahn in der Außenstelle Neuenmarkt-Wirsberg des Bahnbetriebswerks Bayreuth, später im Raum Bonn erprobt. Der Zug verkehrte ab Herbst 1968 ein halbes Jahr lang in Schienenbus-Umlaufplänen im regulären Fahrgastverkehr auf Strecken im Raum Bayreuth, jeweils mittwochs wurde er in Neuenmarkt inspiziert und verbessert. Sein Komfort – an Clubsessel erinnernde Sitze und dicke Polsterteppiche – war für örtliche Verhältnisse ungewöhnlich; die mögliche Höchstgeschwindigkeit von 110 km/h konnte im oberfränkischen Raum nicht erreicht werden.
Am 1. Januar 1969 gingen der als 791 001–1 bezeichnete Triebwagen (Uerdingen 73057/68) als Ym 7 und der Steuerwagen 991 601–6 (Uerdingen 73056/68) als Ys 46 an Hillerød–Frederiksværk–Hundested Jernbane (HFHJ).

## Einsatzzeiten
| Bahngesellschaft                                               | Einsatz- beginn | Einsatz- ende   |
| -------------------------------------------------------------- | --------------- | --------------- |
| Lollandsbanen                                                  | 1965            | 2007            |
| Gribskovbanen                                                  | 1965            | 2007            |
| Hillerød–Frederiksværk–Hundested Jernbane (Frederiksværkbanen) | 1965            | 2007            |
| Lyngby-Nærum Jernbane (Nærumbanen)                             | 1968            | 1999            |
| Hads-Ning Herreders Jernbane                                   | 1968            | 2012            |
| Hjørring Privatbaner (Nordjyske Jernbaner)                     | 1968            | 2005            |
| Skagensbanen                                                   | 1968            | 2005            |
| Helsingør-Hornbæk-Gilleleje Banen                              | 1970            | 2007            |
| Østbanen                                                       | 1974            | 2007            |
| Odsherreds Jernbane (Vestsjællands Lokalbaner)                 | 1975            | 2007            |
| Høng-Tølløse Jernbane (Vestsjællands Lokalbaner)               | 1975            | 2007            |
| Varde–Nørre Nebel Jernbane (Vestbanen)                         | 1983            | 2012            |
| Vemb-Lemvig-Thyborøn Jernbane (Lemvigbanen)                    | 1983            | noch im Einsatz |
| DSB                                                            | 1964            | 2007            |